# Gare de Bleiken
La gare de Bleiken est une gare ferroviaire norvégienne de la Gjøvikbanen, située dans la commune de Gran.

## Situation ferroviaire
Établie à 355,2 m d'altitude, la gare est située à 81,23 km d'Oslo.

## Service des voyageurs

### Accueil
La gare a un petit parking d'environ 10 places. Il n'y a ni guichet ni automates. Il y a juste une  aubette sur le quai.

### Desserte
La gare est desservie par des trains régionaux en direction de Gjøvik et d'Oslo.